# Dubbo Region
Koordinaten: 32° 28′ S, 148° 50′ O

Die Dubbo Region ist ein lokales Verwaltungsgebiet (LGA) im australischen Bundesstaat New South Wales. Das Gebiet ist 7.535 km² groß und hat etwa 55.000 Einwohner.
Dubbo liegt am Murrumbidgee River etwa 300 km nordwestlich von Sydney, der Hauptstadt von New South Wales. Das Gebiet umfasst 51 Ortsteile und Ortschaften: Apsley, Arthurville, Bakers Swamp, Ballimore, Benolong, Bodangora, Bournewood, Brocklehurst, Comobella, Cundumbul, Curra Creek, Dripstone, Dubbo, Euchareena, Eumungerie, Farnham, Geurie, Gollan, Lake Burrendong, Maryvale, Minore, Mogriguy, Montefiores, Mookerawa, Mount Aquila, Mount Arthur, Mumbil, Neurea, North Yeoval, Ponto, Rawsonville, Spicers Creek, Stuart Town, Suntop, Terrabella, Terramungamine, Toongi, Walmer, Wambangalang, Wellington, Wongarbon, Wuuluman, Yarragal und Teile von Elong Elong, Eurimbla, Goolma, Goonoo Forest, Hargraves, Kerrs Creek, Twelve Mile und Yarrabin. Der Sitz des Regional Councils befindet sich in der Stadt Dubbo im Nordwesten der LGA, wo etwa 38.000 Einwohner leben.
Die Dubbo Region entstand am 12. Mai 2016 durch den Zusammenschluss von Dubbo City und dem Wellington Council.

## Verwaltung
Der Dubbo Regional Council hat zehn Mitglieder, die von den Bewohnern von fünf Wards gewählt werden (je drei aus den Wards Dubbo Central, Dubbo East, Dubbo North, Dubbo South und Wellington). Diese fünf Bezirke sind unabhängig von den Ortschaften festgelegt. Aus dem Kreis der Councillor rekrutiert sich auch der Mayor (Bürgermeister) des Councils.